# Okręg wyborczy Birmingham Hodge Hill
Okręg wyborczy Birmingham Hodge Hill powstał w 1983 r. i wysyła do brytyjskiej Izby Gmin jednego deputowanego. Okręg położony jest we wschodniej części miasta Birmingham.

## Deputowani do brytyjskiej Izby Gmin z okręgu Birmingham Hodge Hill
- 1983–2004: Terry Davis, Partia Pracy
- 2004– : Liam Byrne, Partia Pracy